# گرگ نوجوان (فیلم)
گرگ نوجوان (انگلیسی: Teen Wolf) یک فیلم در ژانر کمدی، فانتزی، و کمدی رمانتیک به کارگردانی رود دنیل است که در سال ۱۹۸۵ منتشر شد.
دنباله این فیلم  گرگ نوجوان ۲ نام دارد.

## بازیگران
- مایکل جی. فاکس
- جری لوین
- مارک آرنولد
- اسکات پولین
- داگ سونت
- گریگوری ایتزین
- مارک هولتون
- تروی اوانز
- مت ادلر
- جی تارسس